# Пачога
Пачога — река в Московской и Рязанской областях России, левый приток реки Осётр.
Большей частью протекает по территории Михайловского и Захаровского районов Рязанской области и частично городского округа Серебряные Пруды Московской области.
Длина — 34 км, площадь водосборного бассейна — 237 км². Высота устья — 124,1 м над уровнем моря.
Основной приток — река Красноселька.